# ويتون أون ذا هيل (كامبريدجشير)
ويتون أون ذا هيل (كامبريدجشير) (بالإنجليزية: Wyton on the Hill)‏ هي قرية وأبرشية مدنية تقع في المملكة المتحدة في كامبريدجشير. يقدر عدد سكانها بـ 964 نسمة .